# Lanche

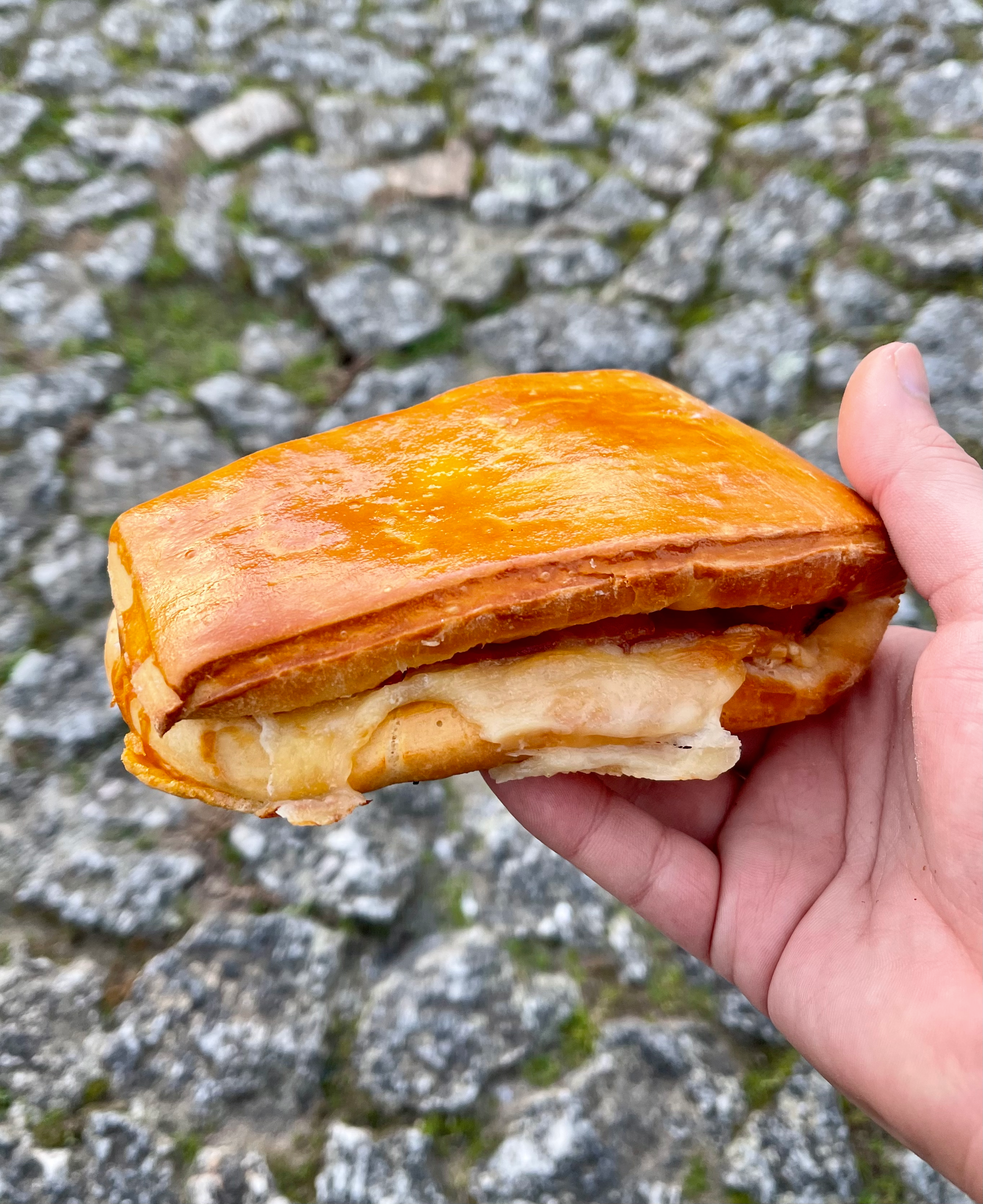
Lanche em Portugal

Na cultura ocidental, o lanche é uma refeição composta por pequena porção de alimentos, entre as refeições principais, geralmente entre o almoço e o jantar. Também pode ser chamado de merenda ou café da tarde (Brasil). O lanche serve para saciar temporariamente a fome de uma pessoa, prover uma pequena quantidade de energia ou mesmo apenas para satisfazer o paladar. Dentre os principais alimentos dessas refeições, podem-se elencar os bolos, sanduíches, chás e cafés.

## Etimologia
A palavra lanche origina-se de anglicismo lunch, porém, em português, perdeu seu significado original (almoço) e passou a significar merenda, refeição rápida. Isso talvez possa ter acontecido devido ao fato de que na cultura estadunidense, o café da manhã é uma refeição mais reforçada, e o almoço mais leve, ao passo que no Brasil ou em Portugal o normal é o inverso.
No Estado de São Paulo e nos estados do sul do Brasil, a palavra é frequentemente usada como sinônimo de sanduíche. Tal redução vocabular não encontra ressonância em nenhum dicionário, comum ou de usos específicos do português do Brasil.